# Acmopolynema perterebrator
Acmopolynema perterebrator är en stekelart som beskrevs av Fidalgo 1989. Acmopolynema perterebrator ingår i släktet Acmopolynema och familjen dvärgsteklar. Inga underarter finns listade i Catalogue of Life.